# Sidney Poitier
Sir Sidney Poitier (født 20. februar 1927, død 6. januar 2022) var en amerikansk skuespiller, filminstruktør, forfatter og diplomat fra Bahamas. Sidney Poitier er bedst kendt for en lang række prisvindende og nominerede roller i halvtredserne og tresserne. Specielt huskes kan som den første afro-amerikaner der vandt en Oscar for bedste mandlige hovedrolle for sit skuespil i filmen Markens liljer. Før det havde han allerede været nomineret i 1958 i samme kategori. Desuden har han vundet en BAFTA Award og være nomineret fem gange og fem gange til en Golden Globe, som han vandt for samme rolle som han vandt sin Oscar.
Fra 1997 var Sidney Poitier Bahamas' ambassadør i Japan og i UNESCO. I august 2009 modtog han Presidential Medal of Freedom af præsident Barack Obama.

## Udvalgt filmografi
- Edge of the City (1957)
- The Defiant Ones (1958)
- Porgy and Bess (1959)
- A Raisin in the Sun (1961)
- Markens liljer (1963)
- A Patch of Blue (1965)
- I nattens hede (1967)
- Guess who is coming to Dinner (1967)
- Little Nikita (1988)
- Sjakalen (1997)

## Galleri
- Sidney Poitier modtager Presidential Medal of Freedom af præsident Barack Obama.
- A Raisin in the Sun, Louis Gossett Jr, Ruby Dee, og Sidney Poitier.
- Sidney Poitiers hus i Stuyvesant, New York
- Sydney Poitier, Marchen til Washington, 28. august 1963.
- Poster til Lilies of the Field 1963.